# Alice Minchin
Alice Ethel Minchin (* 5. November 1889 in Waihou, Neuseeland; † 26. Juli 1966 in Auckland) war eine neuseeländische Lehrerin und leitende Bibliothekarin des Auckland University College.

## Leben

### Herkunft, Ausbildung und Arbeit als Lehrerin
Alice Ethel Minchin wurde am 5. November 1889 als zweites der drei Kinder der Eheleute Edith Fennell und Charles Minchin in der kleinen Ansiedlung Waihou im Einzugsgebiet des Hokianga Harbour in der Region Northland geboren. Sie besuchte zunächst die Schule in Rawhia. Als ihr Vater im Jahr 1900 starb, musste ihre Mutter die Farm verkaufen und zog mit ihren Kindern nach Cambridge. Alice Minchin wurde 1901 nach Auckland geschickt und besuchte dort bis 1904 das Prince Albert College. Anschließend musste sie für ein Jahr zur Cambridge District High School nach Cambridge wechseln.
Zu Verwandten nach England geschickt, besuchte sie dann zwei Jahre lang die Bath High School in Bath im Südwesten Englands. Dort schloss sie ihre Schulzeit mit dem Erwerb der London Matriculation (Recht zur Immatrikulation) ab. Zurück in Neuseeland besuchte sie das Auckland Training College. Anschließend ging sie als Lehrerin an die Otumoetai School in der Nähe von Tauranga, wechselte danach zur District High School nach Paeroa und schließlich zur Waihi East School nach Waihi.

### Arbeit als Bibliothekarin
1915 wurde sie von der Auckland Public Library mit einem Jahresgehalt von 100 Pfund als Katalogisiererin eingestellt. 1918 wurde sie zur Bibliothekarin des Auckland University College mit einem Gehalt von 150 Pfund pro Jahr befördert. 1917 hatte der Rat der Stadt bereits entschieden, das System der Dewey-Dezimalklassifikation für seine Bücherbestände zu übernehmen, und Minchin schaffte es, innerhalb weniger Jahre den gesamten Bestand der Bibliothek der Universität über dieses System zu katalogisieren. Damit wurde die Bibliothek des Auckland University College zur ersten vollständig katalogisierten und klassifizierten Universitätsbibliothek des Landes. 1926 erlangte Minchin nach einem Teilzeitstudium ihren Bachelor-Abschluss. 1927 zog die gesamte Bibliothek in ein anderes Gebäude um.

### Ausbildung in den Vereinigten Staaten
In den 1930er Jahren erhielten die vier neuseeländischen Universitätsbibliotheken Zuschüsse von der Carnegie Corporation of New York. Doch die Zuschüsse waren an Bedingungen geknüpft: die Bibliothekare sollten in den Vereinigten Staaten eine Berufsausbildung absolvieren, die Bibliothekare sollten nach ihrer Qualifikation einen akademischen Status erhalten und ein Gehalt bekommen, das dem von Dozenten entsprach, die Bibliothekare sollten über Verwaltungsbefugnisse für die gesamte Bibliotheksverwaltung verfügen und ein Universitätsabschluss war dafür Voraussetzung.
Von 1932 bis 1933 verbrachte Minchin zusammen mit drei anderen Bibliothekaren als Carnegie-Stipendiatin ein Jahr an der University of Michigan School of Library Science in Ann Arbor und erwarb dort den Bachelor of Arts in Bibliothekswissenschaft. Danach besuchte sie weitere Einrichtungen in den Staaten.

### Zurück in Neuseeland
Zurück in Neuseeland präsentierte Minchin dem Rat der Universität in Auckland einen Bericht über ihre Reise und legte später einen Zehnjahresplan darüber vor, von welchen Änderungen das College profitieren könnte. Ihr Gehalt als verantwortliche Bibliothekarin wurde auf 275 Pfund erhöht, doch das eines Dozenten, das 400 Pfund betrug, wollte der Rat der Universität nicht bewilligen. Als Clifford Collins, Bibliothekar des Canterbury College, von dieser Ungerechtigkeit erfuhr, benachrichtigte er die Carnegie Corporation darüber. Diese setzte den Rat der Universität unter Druck und teilte ihm mit, dass die Bedingungen für den Zuschuss nicht erfüllt seien und somit kein Zuschuss gewährt werden könne. Der Rat gab nach und Minchin bekam ihr volles Gehalt, doch nicht ohne die Mitteilung, dass sie, wenn sich ein Bibliothekar mit umfassenderen Qualifikationen und Erfahrungen finden würde, sich mit der Stelle der beigeordneten Bibliothekarin zufriedengeben müsse. Ihre folgenden Jahre wurden nicht einfach. Eine unzureichende Finanzierung von Büchern machte es ihr unmöglich, eine würdige Sammlung aufzubauen. Auch kam sie mit Professoren in Konflikt, die Bücher auch in ihren Abteilungen aufbewahren wollten.
Die Belastungen, die sich aus ihrer 27 Jahre langen Arbeit als Bibliothekarin ergaben, forderten ihren Tribut, sodass sie 1945 aus gesundheitlichen Gründen in den Vorruhestand gehen wollte. Doch man bat sie, an der neu gegründeten New Zealand Library School in Wellington für ein Jahr Vorlesungen über Klassifizierung und Katalogisierung zu halten. Neben ihrer Arbeit engagierte sie sich in der New Zealand Library Association und zeichnete für einige Artikel in deren Magazin verantwortlich. Auch engagierte sie sich in der Mitte der 1940er Jahre in einer Gesellschaft, die für engere Beziehungen zu Russland eintrat. Minchin heiratete nie, doch sie übernahm die Verantwortung für die drei Kinder ihrer früh verstorbenen Schwester.